# بل ۴۷
بل ۴۷ (به انگلیسی: Bell 47) یک بالگرد سبُک دونفره ساخت شرکت بل هلیکوپتر در ایالات متحده آمریکا است. بل ۴۷ توسط مهندس آرتور یانگ طراحی و ساخته شد و در سال ۱۹۴۶ مجوز بهره‌برداری غیرنظامی و کشاورزی را دریافت کرد و نخستین بالگردی لقب گرفت که توانست به بازار غیرنظامی عرضه شود. نخستین مشتری غیرنظامی این بالگرد را در دسامبر ۱۹۴۶ خریداری کرد و در مجموع ۵۶۰۰ فروند از این بالگرد تولید شد که خط تولید آن در بل آمریکا، وستلند انگلستان، آگوستا ایتالیا و کاوازاکی ژاپن، بل ۴۷ را تولید می‌کردند. بالگرد بل ۴۷جی رنجر از روی بل ۴۷ الگوبرداری شده‌است.

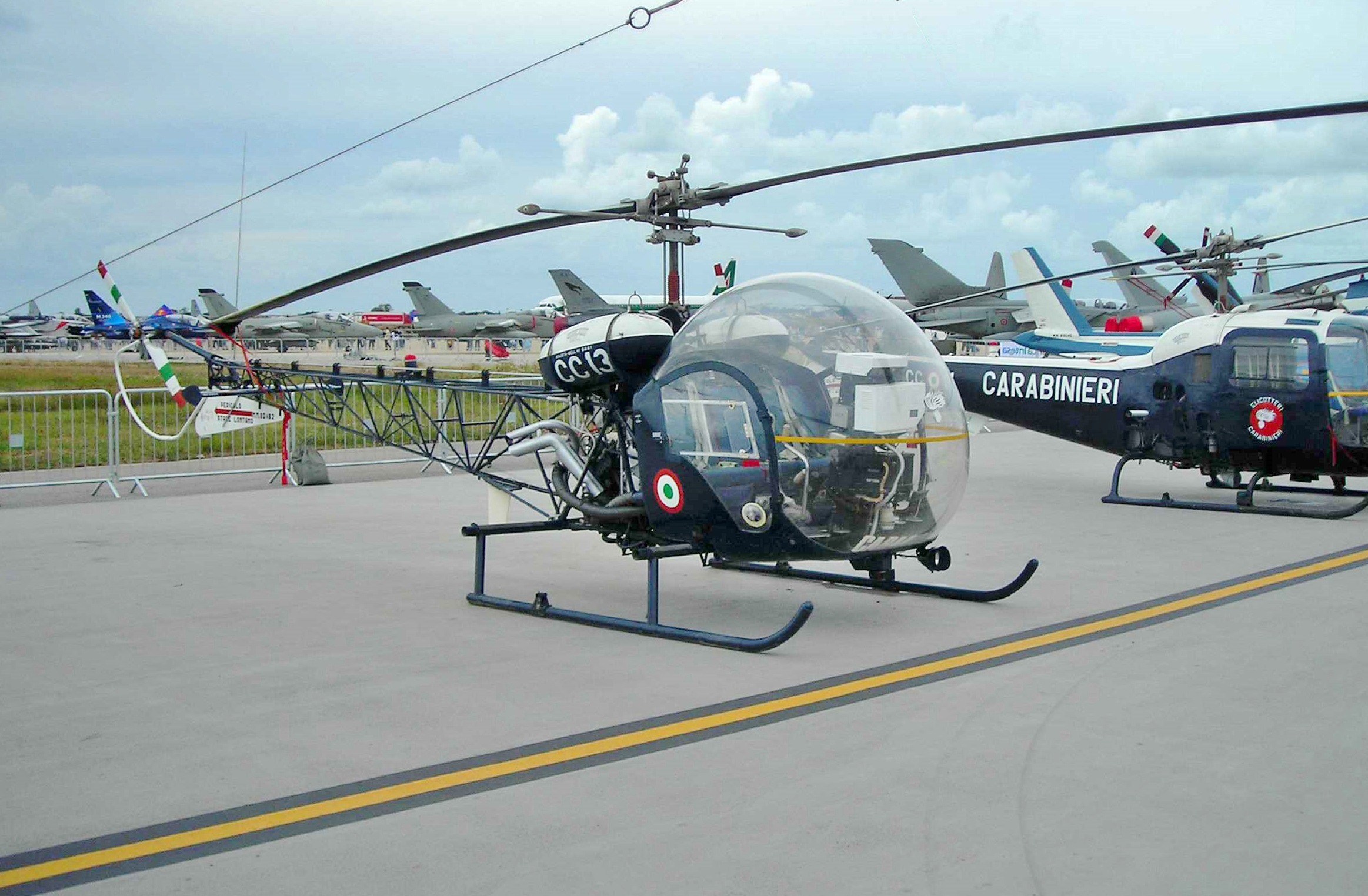
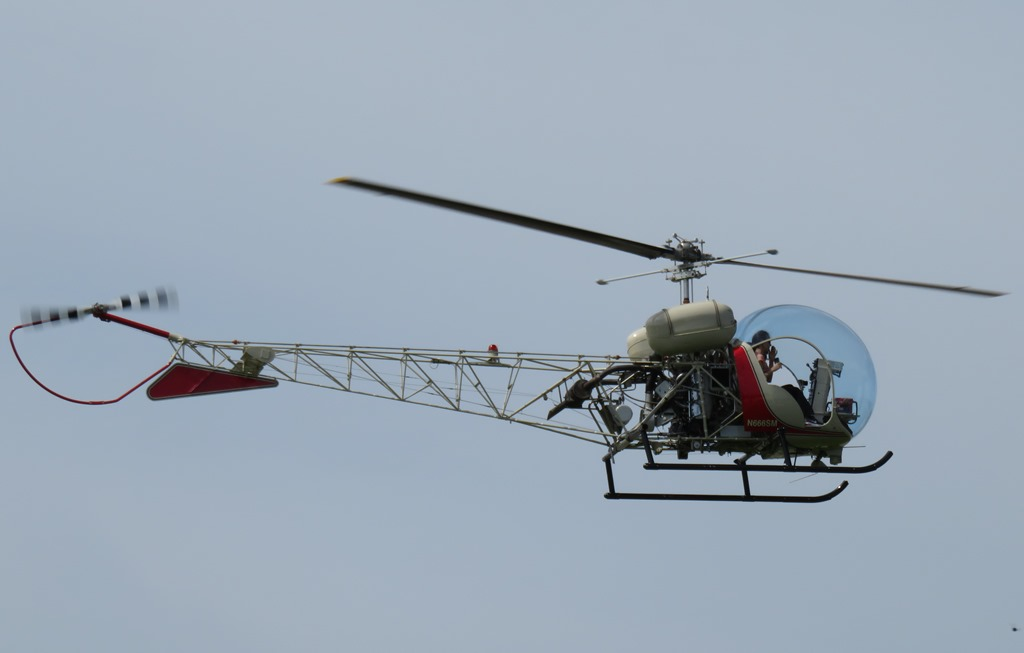

## مشخصات
داده‌ها از International Directory of Civil Aircraft
ویژگی‌های عمومی
- خدمه: یک یا دو سرنشین
- ظرفیت: دو سرنشین یا یک نفر بهمراه بار بجای سرنشین دوم
- طول: ۳۱ فوت ۷ اینچ (۹٫۶۳ متر)
- ارتفاع: ۹ فوت ۳ اینچ (۲٫۸۲ متر)
- وزن خالی: ۱٬۸۹۳ پوند (۸۵۹ کیلوگرم)
- بیشترین وزن برخاست: ۲٬۹۵۰ پوند (۱٬۳۳۸ کیلوگرم)
- پیشرانه: ۱ عدد موتور شش سیلندر هواخنک خطی نصب شده بصورت عمودی Lycoming TVO-435-F1A, ۲۸۰ اسب بخار (۲۱۰ کیلووات)
- قطر روتور اصلی:  ۳۷ فوت ۲ اینچ (۱۱٫۳۳ متر)
- مساحت روتور اصلی: ۱٬۰۸۵ فوت مربع (۱۰۰٫۸ متر مربع)

عملکرد
- حداکثر سرعت: ۹۱ گره (۱۰۵ مایل بر ساعت، ۱۶۹ کیلومتر بر ساعت)
- سرعت کروز: ۷۳ گره (۸۴ مایل بر ساعت، ۱۳۵ کیلومتر بر ساعت)
- بُرد: ۲۱۴ مایل دریایی (۲۴۶ مایل، ۳۹۶ کیلومتر)
- نرخ صعود: ۸۶۰ فوت بر دقیقه (۴٫۴ متر بر ثانیه)

## همچنین ببینید
توسعه مرتبط
- آگوستا ای.۱۱۵
- بل ۴۷جی رنجر
- بل ۲۰۱/ایکس‌اچ-۱۳اف
- بل ۲۰۷ سیوکس اسکات
- بل اچ-۱۳ سیوکس
- Continental Copters El Tomcat
- کاوازاکی کی‌اچ-۴
- Meridionali/Agusta EMA 124

هواگردهای با عملکرد، پیکربندی و یا دوره زمانی مشابه
- Canadian Home Rotors Safari
- هیلر او اچ-۲۳
- هیوز ۲۶۹
- شوایتزر اس-۳۰۰
- انستروم اف ۲۸

فهرست‌های مرتبط
- List of military aircraft of the United States